# Recinte emmurallat de Riba-roja de Túria
El Recinte emmurallat de Riba-roja de Túria , està declarat Bé d'interès cultural, amb número d'anotació ministerial:RI - 51-0011531, i data d'anotació 20 d'octubre de 2005. També és conegut com La Torre i està ubicat al nucli urbà de l'esmentat municipi de Riba-roja de Túria, a la comarca del Camp de Túria, a la província de València.

## Descripció historicoartística
La situació geogràfica del municipi de Riba-roja, al costat del riu Túria i situat entre dos grans nuclis de població, com ja ho eren en època de la colonització romana de la península Ibèrica, la colònia romana de Valentia (València) i Edeta (Llíria); concedir a la zona gran importància estratègica. Malgrat això, atenent les restes arqueològiques trobades a la zona (Vilas Rústiques, unitats romanes d'explotació agrícola de mida familiar, les quals van ser al seu torn reutilitzades, posteriorment, com alqueries o masies autosuficients, així com importants fragments de tres aqüeductes), es pot reforçar la hipòtesi que en aquesta zona el que existien eren assentaments molt disseminats, dedicats al cultiu dels tres productes típicament mediterranis:vi, oli i gra; que en gran manera, eren embarcats en el port de València amb destinació, possiblement, a la capital de l'Imperi
No obstant això, la presència d'importants restes d'un recinte emmurallat, datats pels estudiosos en aquest període, permet mantenir la creença de l'existència d'un assentament urbà anomenat Riparubea (Ribera Roja), en un promontori al costat del Túria, en els barrancs de Els Moros i Les Monges, amb caràcter militar, estratègic i de control sobre l'ampli territori conreat. El recinte emmurallat havia d'aixecar-se proper al primitiu castell i avui es troba confós en la trama urbana. Malgrat això, en l'actualitat es poden veure perfectament trams del mur, com el que discorre en paral·lel al carrer del Mercat i el tram, perpendicular a aquest, al costat de la plaça de la Torre i el carrer del Mur. Aquest recinte fortificat comptava de diverses torres (tant per a vigilància, com per a la defensa), podent-se observar encara la que es troba a la confluència dels trams del recinte emmurallat anteriorment esmentats, tot i trobar-se en estat ruïnós abandó (l'anomenada Torre Musulmana)
Posteriorment, i durant les obres realitzades a l'edifici de l'Ajuntament i al carrer Cor de Jesús número 14, es van descobrir dos trams d'un fossat que envoltava el recinte. De l'estudi de la parcel"lació, realitzada pels especialistes, es dedueix l'existència d'un petit recinte emmurallat inicial (un assentament emmurallat mínim, desenvolupat a banda i banda del final de l'antic camí de les Ànimes, avui carrer de la Cisterna), al voltant de l'actual plaça de la Torre, passant a ser ampliada posteriorment, amb dues entrades, una situada al carrer Rellotge vell i una altra, en l'antigament anomenat carrer del Portal vell. Alguns autors fins i tot intueixen l'existència d'un altre recinte emmurallat entre el riu Túria, el recinte del castell.
A 1970 es va produir el descobriment del que alguns historiadors han catalogat com la peça arquitectònica més important de la península Ibèrica en el trànsit del segle vii a segle viii, en el Pla de Nadal. Es tracta, possiblement, de les restes, datats del període del Baix Imperi i la transició visigòtica anterior a la islamització, d'un gran palau o d'una basílica, la qual cosa podria indicar l'existència, en algun lloc del terme, d'un important nucli de població. Més tard, amb la desaparició de l'aristocràcia visigoda, els nous pobladors s'assentarien en les petites viles-alqueria. Per la seva banda, l'assentament militar romà es transforma en un poblament rural, que dominaria una àmplia zona agrícola a les riberes del Túria. De totes maneres, les defenses segueixen sent imprescindibles, atesa la inestabilitat política d'aquest període, la qual cosa podria justificar reedificació i ampliació de les muralles romanes, i el castell passaria a ser la residència del representant / recaptador d'impostos de les autoritats valencianes, a més es construeixen una mesquita de petites dimensions i un cementiri fora del recinte emmurallat. A 1238 es va produir, de forma pacífica, la rendició de Riba-roja a Jaume I d'Aragó. L'increment poblacional va ser mínim, pel que el recinte urbà es va mantenir intacte, amb la mesquita en un extrem i el castell, transformat en la residència senyorial, en l'altre. Ja en 1348 i després dels conflictes entre els unionistes valencians i els realistes, es va dur a terme l'ampliació i consolidació del recinte emmurallat, augmentant la seva capacitat defensiva. Durant els segles  XIV i xv es consolida la nova trama urbana, la qual cosa provoca la conformació d'un nou recinte emmurallat causa de la construcció d'habitatges en els voltants del vell nucli.